# Ueno (Okinawa)
Pour les articles homonymes, voir Ueno (homonymie).

Ueno (上野村, Ueno-son) est un ancien village situé dans le district de Miyako, sur l'île Miyako dans l'archipel Miyako (préfecture d'Okinawa) au Japon.
Le 1er octobre 2005, Ueno fusionne avec les villes de Gusukube, Irabu et Shimoji, toutes trois du district de Miyako, et la vieille ville d'Hirara, pour former la ville nouvelle de Miyakojima.
En 2003, la population du village est estimée à 3 236 personnes et la superficie totale à 18,98 km2, pour une densité de population de 170,5 personnes par km².